# 매섬
매섬은 전라남도 신안군 임자면에 있는 섬이다. 특정도서로 지정하여 관리되고 있다.

## 특정도서
매섬은 풍혈지형이 발달하였으며, 검은머리물떼새 번식하고 있고, 노루귀, 순비기나무, 산제비란이 서식하고 있어 독도 등 도서지역의 생태계보전에 관한 특별법에 의거 특정도서로 지정되었다.
- 지정번호 : 제98호
- 면적 : 13,763m2
- 지번 : 전라남도 신안군 임자면 이흑암리 225